# Escut d'Orba
L'escut oficial d'Orba té el següent blasonament:
| « | Escut quarterejat. Al 1r, d'or, quatre pals de gules. Al 2n, d'or, quatre bandes d'atzur, carregades d'un lleó rampant d'argent. Al 3r, d'atzur, un castell d'or, maçonat de sable i aclarit de gules. Al 4t, de gules, un cànter d'argent. Per timbre, una corona reial tancada. | » |

## Història
Ordre del 20 de maig de 1985, de la Conselleria de Governació. Publicat en el DOGV núm. 260, del 13 de juny de 1985.
Els quatre pals recorden la vinculació d'Orba a la Corona des de la conquesta als musulmans per part de Jaume I a mitjan segle xiii. Al costat, les armes dels Mercer, antics senyors de la vila. El castell representa la fortalesa cristiana en ruïnes dalt del turó, coneguda com el Castellet. Finalment, la gerra al·ludeix a la seva tradició ceràmica.